# Albrecht von Linde
Albrecht von Linde (* 5. Juli 1944; † 12. März 2021 in Münsing) war ein deutscher Unternehmer und vom 28. März 2007 bis zum 26. Mai 2008 Präsident des Fußballvereins TSV 1860 München.
Von Linde ist Sohn des Sportförderers Werner von Linde, der unter anderem Namensgeber für eine Sporthalle im Olympiapark München ist, und fungiert als Schirmherr des ebenfalls nach seinem Vater benannten Werner-von-Linde-Sportfestes, dem größten Kinder- und Jugend-Sportfest Deutschlands. Als Kandidat der Fanvereinigung „Pro 1860“ und Nachfolger von Alfred Lehner wurde er zum Präsidenten des TSV 1860 München durch den Aufsichtsrat bestellt. Vizepräsident und Aufsichtsratschef der TSV 1860 GmbH & Co. KGaA wurde der TV-Produzent Otto Steiner, zu dessen Gunsten von Linde nach 1½ Jahren im Amt zurücktreten sollte. Schon am 6. September 2007 trat Steiner jedoch von seinem Amt zurück. Am 18. November 2007 wurde von Linde durch die Delegierten des Vereins bestätigt. Von Linde wurden als Vizepräsidenten der ehemalige Fußballtrainer Karsten Wettberg und der SPD-Politiker Franz Maget zur Seite gestellt.
Auf einer Pressekonferenz nach dem Heimspiel des TSV 1860 gegen Osnabrück am 11. Mai 2008 äußerte sich Geschäftsführer Stefan Ziffzer wie folgt über von Linde: „Der Fisch stinkt vom Kopf her, und das ist bei uns der Präsident [...] Dieser Präsident ist eine Schande für den Verein.“ Im Anschluss hieran sprach von Linde in der VIP-Lounge die fristlose Kündigung Ziffzers aus.
Am 26. Mai 2008 erklärte von Linde seinen Rücktritt von dem Präsidentenamt.
Von Linde starb am 12. März 2021.